# Ağdam (rajón)

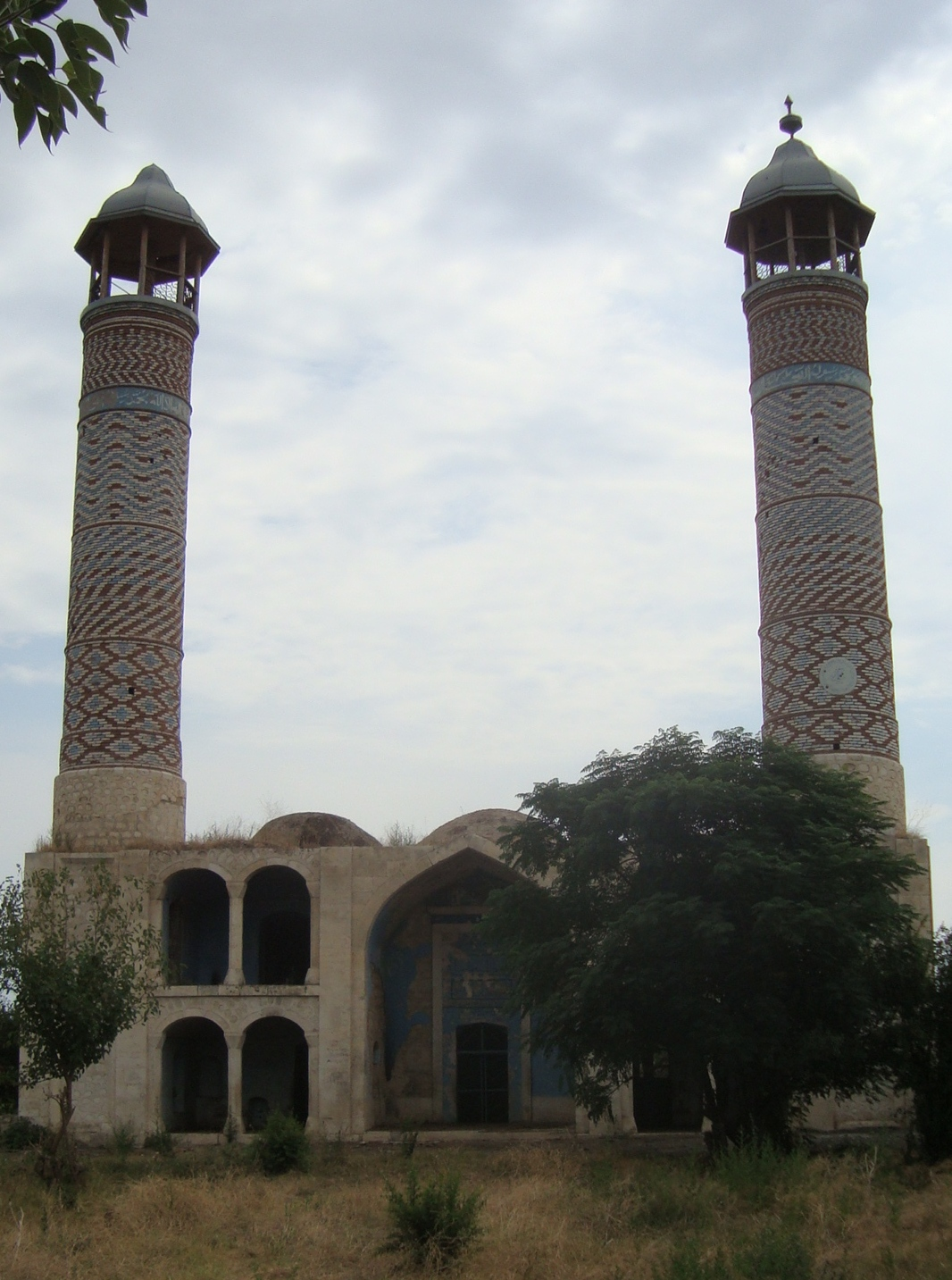
Mešita v Ağdamu

Ağdam (rusky Агдам Agdam) je rajón v Ázerbájdžánu na Kavkaze. Nachází se v něm stejnojmenné hlavní město rajónu, které je nyní opuštěno. V době největšího rozmachu v Ağdamu žilo 160 000 obyvatel a nacházelo se v něm letiště. V červenci 1993 se v rámci konfliktu o Náhorní Karabach arménské síly chopily kontroly nad většinou rajónu, včetně města.
Rezoluce Rady Bezpečnosti OSN #853, přijatá 29. července 1993, odsoudila okupaci regionu a požadovala „okamžité ukončení veškerého nepřátelství a okamžité, úplné a bezpodmínečné stažení okupačních sil účastnících se konfliktu z agdamského regionu a všech ostatních nedávno okupovaných regionů Ázerbájdžánu". V rámci dohody, která ukončila válku v Náhorním Karabachu v roce 2020, byl celý rajón dne 20. listopadu 2020 vrácen pod ázerbájdžánskou kontrolu.